# Томас Роберт Чек
То́мас Ро́берт Че́к (англ. Thomas Robert Cech; нар. 8 грудня 1947 в Чикаго) — американський молекулярний біолог.
Удостоєний Нобелівської премії з хімії (спільно з Сідні Олтменом) «за відкриття каталітичних властивостей рибонуклеїнових кислот» ("for discovery of catalytic properties of RNA ") в 1989 році.